# Max Prels
Maximilian Franz Anton Prels (geboren 28. Juli 1878 in Wien; gestorben 29. April 1926 in Berlin) war ein österreichischer Schriftsteller und Publizist in Wien und Berlin. Er war zeitweise mit der späteren Erfolgsautorin Vicki Baum verheiratet.

## Leben
Max Prels stammte aus jüdischen Familien, die Eltern waren Franz Prels und Katharina, geborene Weichselbaum. Er studierte Jura und promovierte zum Dr. jur.
Um 1900 lebte er wahrscheinlich in Deutschland, wo er in der Literaturzeitschrift Stimmen der Gegenwart von Martin Boelitz und Max Beyer erste Gedichte und Literaturrezensionen veröffentlichte.  1901 erschien sein erster Gedichtband Jugend-Ernte im dazugehörenden Verlag Jung-Deutschland, (den er seiner Mutter und Mitzi Jahn widmete).
Spätestens 1908 lebte Max Prels wieder in Wien im IV. Bezirk, wo er auch die junge Harfenistin Hedwig Baum kennenlernte.
1909 heiratete er sie, wobei die Eheschließung ohne religiöse Zeremonie in einem Standesamt in Anwesenheit eines Standesbeamten und eines Rabbiners geschlossen wurde. Hedwig Baum veröffentlichte in dieser Zeit erste Gedichte und Erzählungen. Sie beschrieb ihn später als in dieser Zeit labil.
1910 wurde Max Prels leitender Redakteur der Zeitschrift Wort und Ton seines Bekannten Carl Lafite.
1913 wurde die Ehe geschieden.
Spätestens seit 1916 lebte Max Prels in Berlin und schrieb bald für den Ullstein Verlag. 1920 vermittelte er seine ehemalige Frau Vicki Baum an diesen, die dort in den folgenden Jahren eine der erfolgreichsten Autoren ihrer Zeit wurde.
Max Prels schrieb weiter einige Bücher und Zeitschriftenartikel. Er wohnte zuletzt in Berlin-Halensee in der Küstriner Straße 23 mit seiner neuen Frau Hedda Prels.
1926 starb er im Alter von 47 Jahren in Berlin.

## Publizistisches Werk
Max Prels schrieb Artikel für verschiedene Zeitschriften, wie das Wiener Mittagsblatt, Stimmen der Gegenwart (1900–1902), Erdgeist (1908), Klasings Monatshefte (1910), Wort und Ton (1910–1912, als Chefredakteur), Westermanns Monatshefte, Der Kinematograph (1922) und weitere.
Er veröffentlichte außerdem einige Bücher, von denen zwei in einer zweiten Auflage erschienen.
Bücher
- Jugend-Ernte, Gedichte, Jung-Deutschland, Dyck, Eberswalde-Berlin, Leipzig, 1901, Digitalisat, erstes Buch[8]
- Juris utriusque Doctor und andere Novellen und Skizzen, 1905
- Erste Fahrt, Roman, 1910

- Kino, mit 70 Abbildungen, Velhagen & Klasing, Bielefeld, [1919], 2. Auflage, 1926, Text, ausführliche Gedanken über das neue Medium Film, seine Nachteile und seine technischen Hintergründe[9]
- Das Narrenhaus, Roman, 1920
- Die bunte Stadt, Roman,  1920
- Die winkende Gasse, Roman, 1921
- Die verrutschte Liebe. Eine Faschingsgeschichte, C. Heinemann, Berlin 1921
- Grillparzers ewige Braut, 1922, 2. Auflage 1924

Fortsetzungsroman
- Strecke verweht, in einer (nicht bekannten) Zeitschrift[10]

Einzelne Beiträge
- Vorwort zu Ein Leben. Gesammelter Nachlass von Walter Oemisch, herausgegeben von Marta Fahr, Wiegand, Leipzig, 1904